# Южная (Гомельская область)
Южная (бел. Паўднёвая; до 30 июля 1964 года — Нехотеевка) — деревня в Азделинском сельсовете Гомельского района Гомельской области Беларуси.

## География

### Расположение
В 6 км от железнодорожной станции Лазурная (на линии Жлобин — Гомель), 12 км на северо-запад от Гомеля.

## Транспортная сеть
Транспортные связи по просёлочной, затем автомобильной дороге Роги — Большевик. Планировка состоит из прямолинейной улицы, ориентированной с юго-запада на северо-восток и застроенной двусторонне деревянными домами усадебного типа.

## История
Основан в начале 1920-х годов переселенцами из соседних деревень. В 1932 году жители вступили в колхоз. Во время Великой Отечественной войны 18 жителей погибли на фронте. В составе колхоза «Красный маяк» (центр — деревня Роги).

## Население
- 2004 год — 19 хозяйств, 36 жителей.
- 2009 год — 37 жителей (перепись населения).
- 2019 год — 35 жителей (перепись населения).